# معبد المسلات
كان معبد المسلات، المعروف أيضًا باسم معبد الأنصاب أو معبد رشف على شكل حرف L، كان أحد المباني الهامة لمعبد من العصر البرونزي في مواقع التراث العالمي لجبيل. تعتبر «ربما أروع» المباني القديمة في جبيل. إنه أفضل مبنى محفوظ في موقع جبيل الأثري.
تُعرض جميع القطع الأثرية التي عُثر عليها في أعمال التنقيب في المعبد تقريبًا في متحف بيروت الوطني. تم التنقيب فيه من قبل عالم الآثار الفرنسي موريس دوناند من 1924-1973. يتكون المعبد الأصلي الآن من جزأين: تُعرف القاعدة باسم «المعبد على شكل حرف L»، ويُعرف الجزء العلوي باسم «معبد المسلات»؛ تم نقل الأخير 40 مترًا شرقًا خلال أعمال التنقيب التي قام بها موريس دوناند.
اكتشف دناند 1306 من تماثيل جبيل - عروض فوتو سابقة، بما في ذلك تماثيل خزفية وأسلحة وعشرات التماثيل البرونزية مع أوراق الذهب - والتي أصبحت «الطفل الملصق» لوزارة السياحة اللبنانية.

## وصف

### القاعدة: هيكل على شكل حرف L

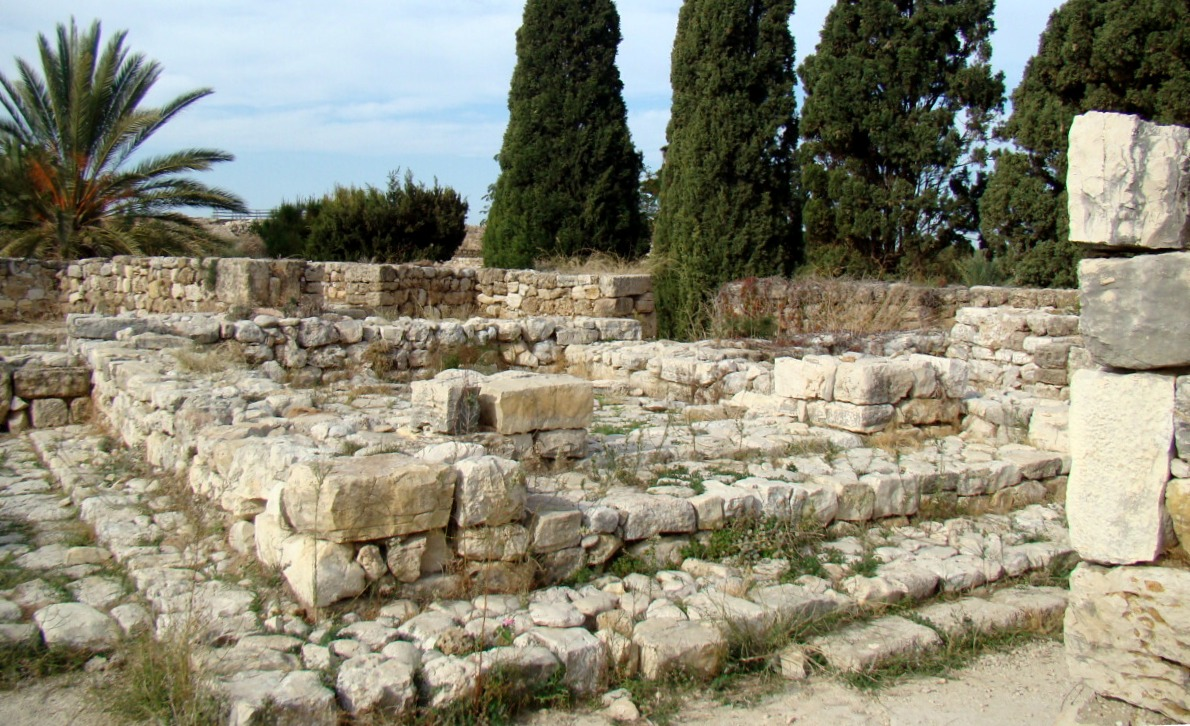
المعبد على شكل حرف L

تم بناء المعبد على شكل حرف L حوالي عام 2600 قبل الميلاد، بعد قرنين من بناء معبد بعلة جبل (حوالي 100 متر إلى الغرب). تم تسميته بالمعبد «على شكل حرف L» من قبل دوناند، حيث تم ترتيب غرفتيه والفناء به بهذا الشكل.
كان للمعبد جدران ومعابد جيدة البناء، على عكس معبد المسلة اللاحق. يُعتقد أن المعبد الذي على شكل حرف L قد احترق في نهاية العصر البرونزي المبكر.

### القمة: معبد المسلة

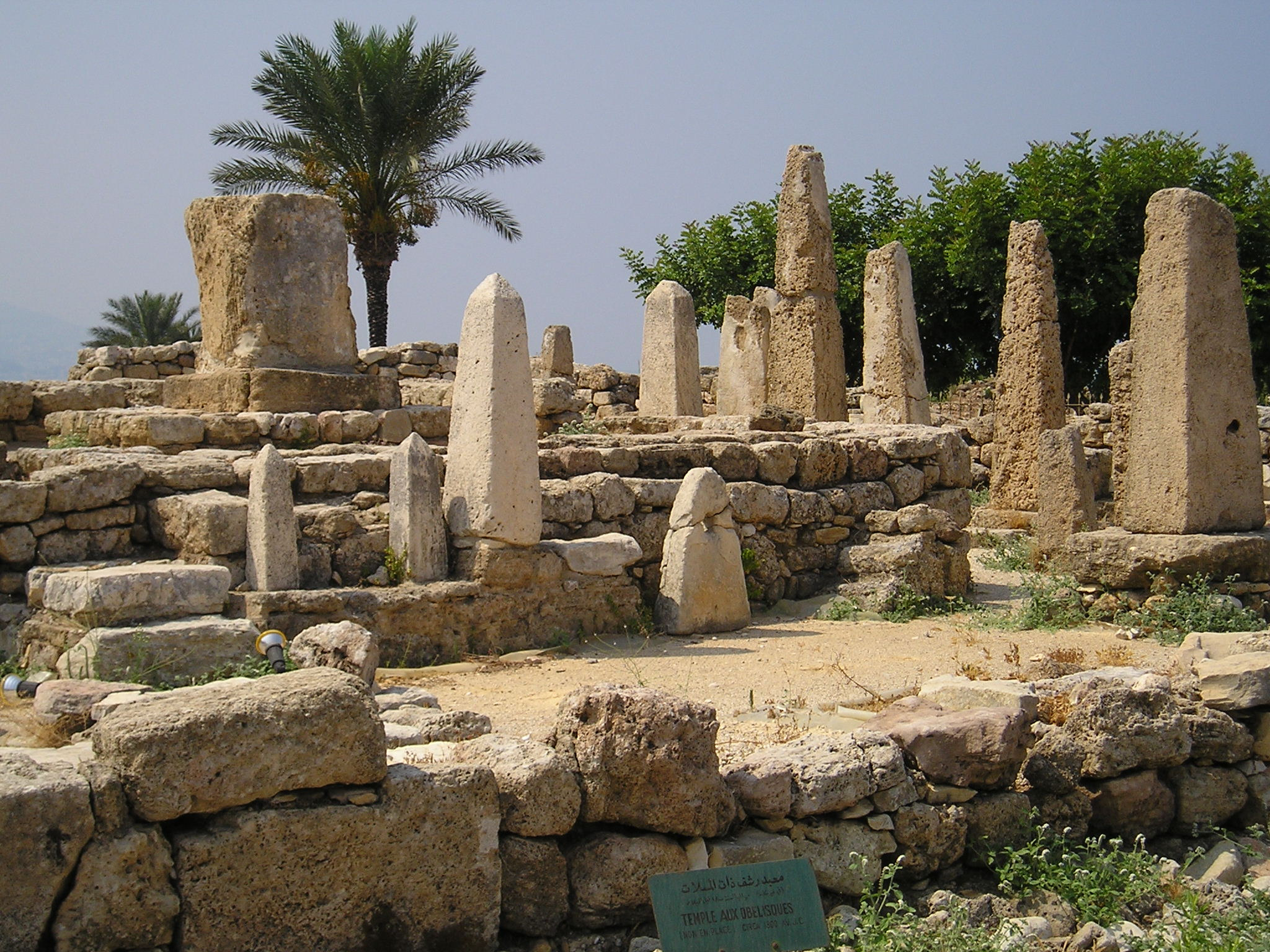
معبد المسلة

تم بناء معبد المسلات حوالي 1600-1200 قبل الميلاد على قمة المعبد على شكل حرف L، مع الاحتفاظ بمخططه العام. يشير اسم المعبد، الذي قدمه دوناند، إلى عدد من المسلات والحجارة الواقفة الموجودة في ساحة حول السيلا. تم تفسير مسلة أبي شيمو على أنها تتضمن تكريسًا لرشف، إله الحرب الكنعاني، على الرغم من أن هذا الأمر محل خلاف. مسلة أخرى بها نقش هيروغليفي مصري لملك بيبلوس أبي شيمو من العصر البرونزي الوسيط يمدح الإله المصري حرشف.
نظرًا لأنه تم بناؤه على قمة المعبد على شكل حرف L، كان من الضروري أن يقوم دوناند بتفكيك وتحريك هذا المعبد العلوي من أجل حفر المعبد على شكل حرف L تحته.
على عكس المعبد على شكل حرف L أسفله، تم بناء معبد المسلة بجدران غير منتظمة.

## التحديد والحفر الحديث
تم تحديد المعبد لأول مرة بواسطة دوناند. كانت غالبية المسلات التي تم العثور عليها تحت الأرض في مواقعها الأصلية، واقفة منتصبة، بينما تم اكتشاف عدد قليل آخر مدفون في فافيسا (بئر للرواسب النذرية).

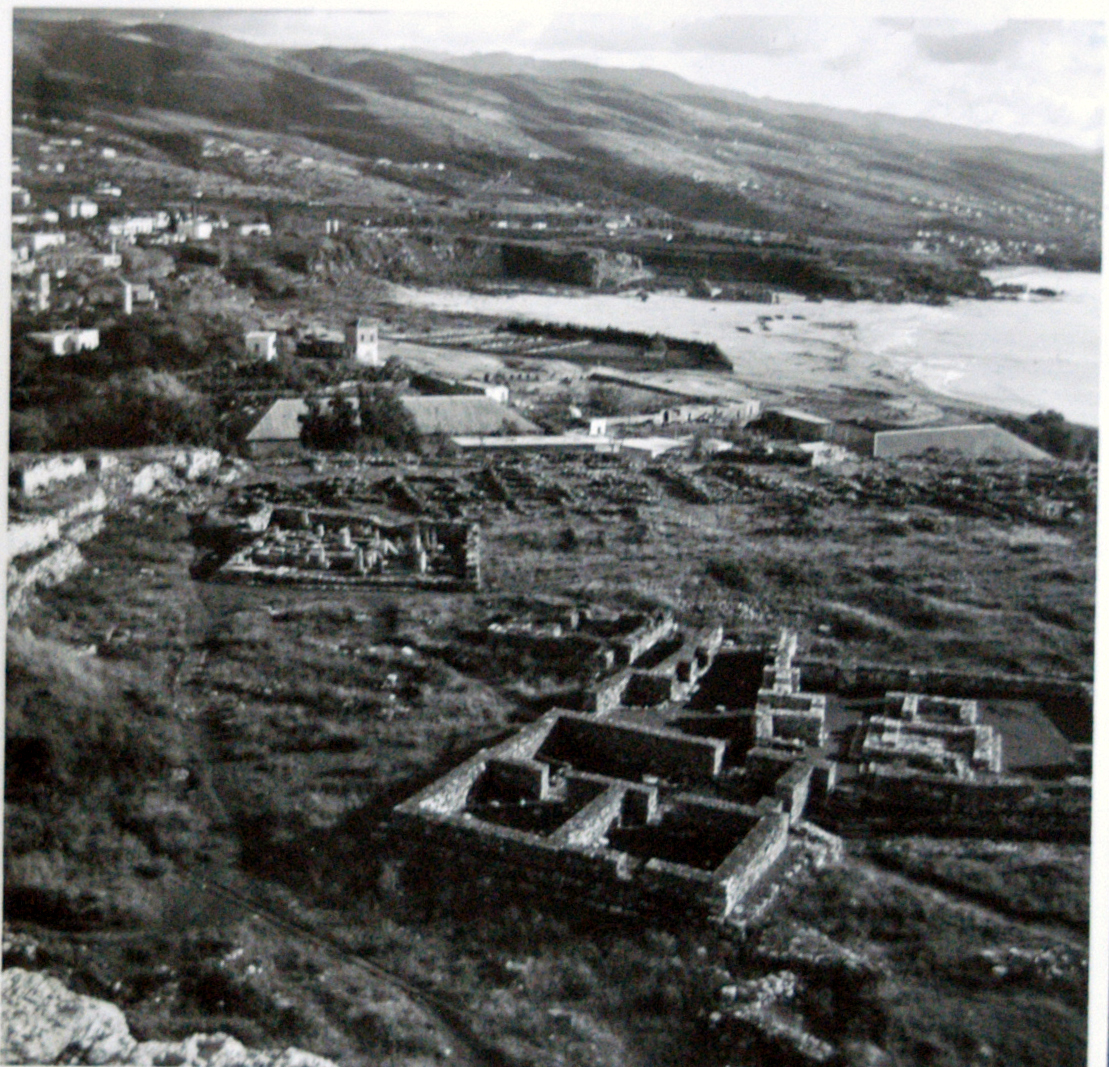
1959 منظر لقاعدة وقمة المعبد
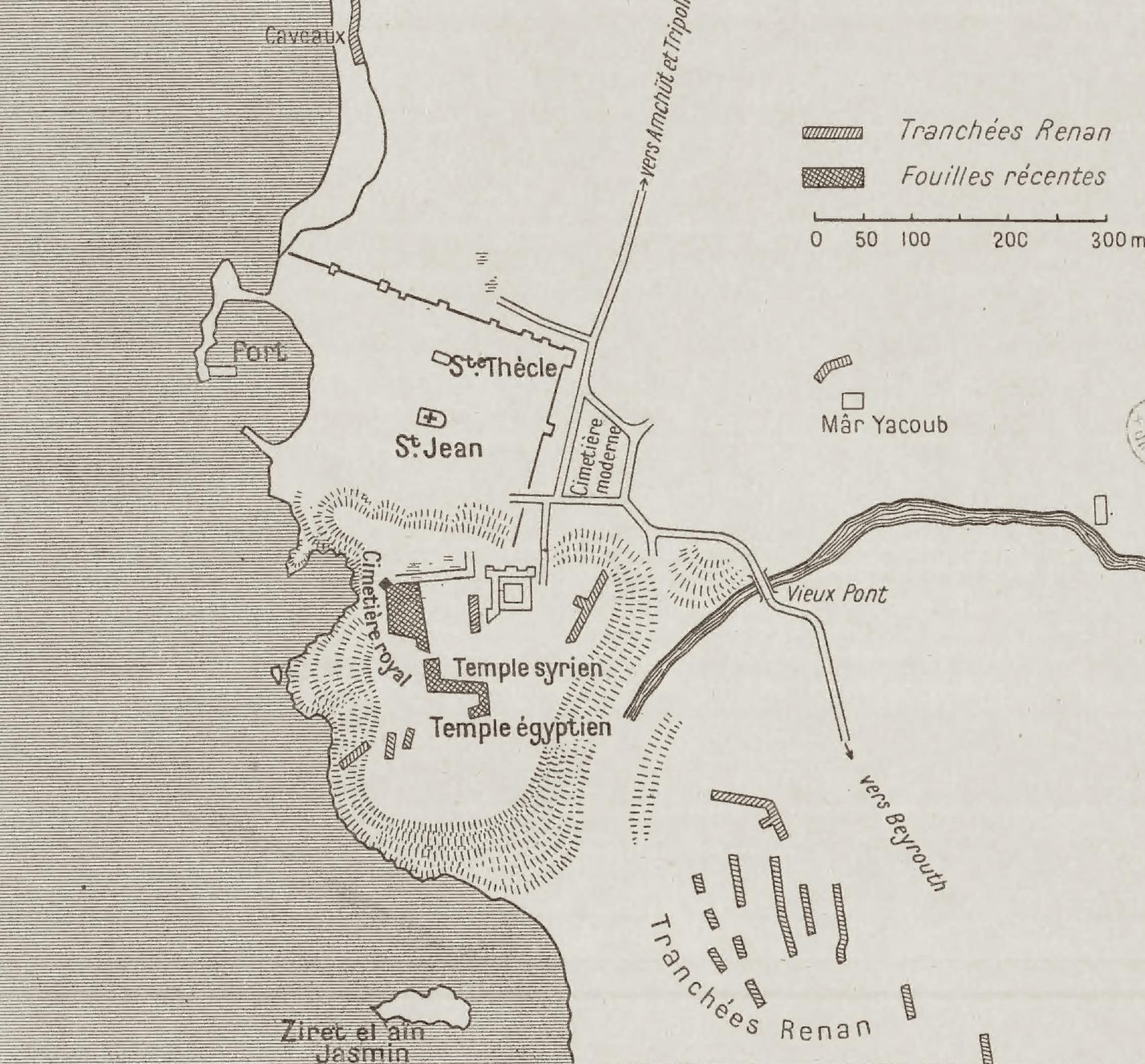
مخطط مونتيه لعام 1924 لموقع جبيل الأثري
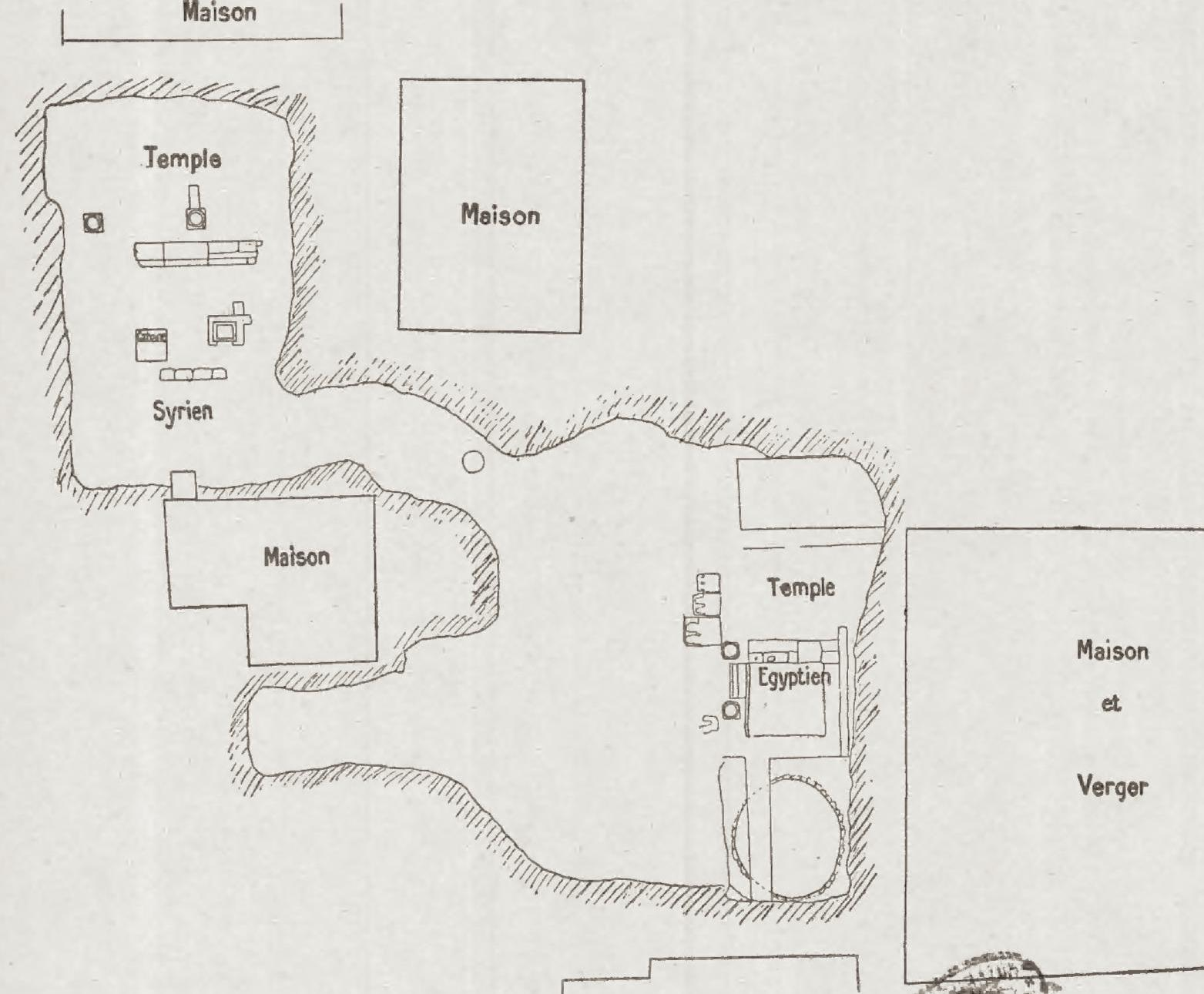
رسم تخطيطي لمونتيه عام 1924 لمعابد بيبلوس.
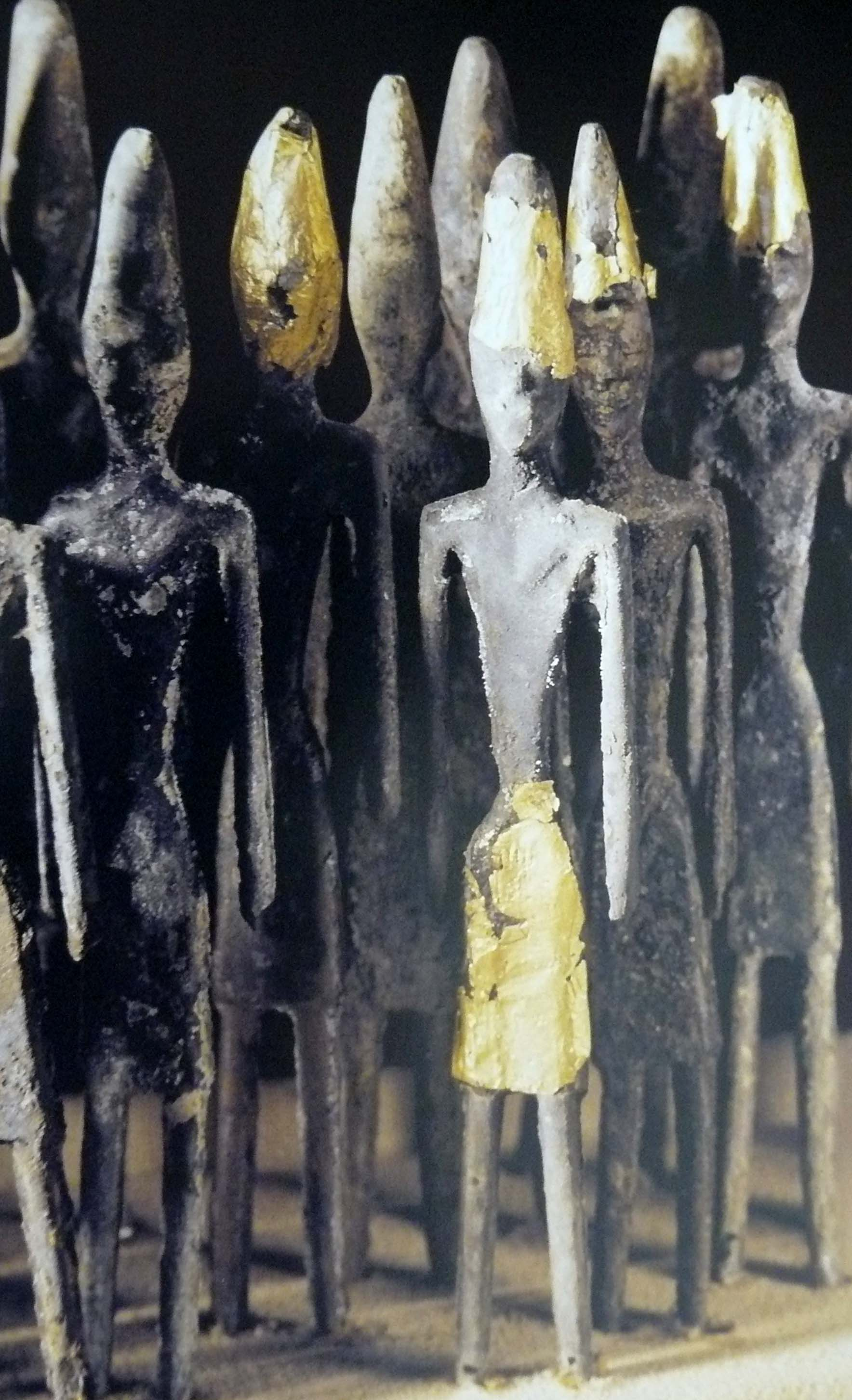
تماثيل جبيل
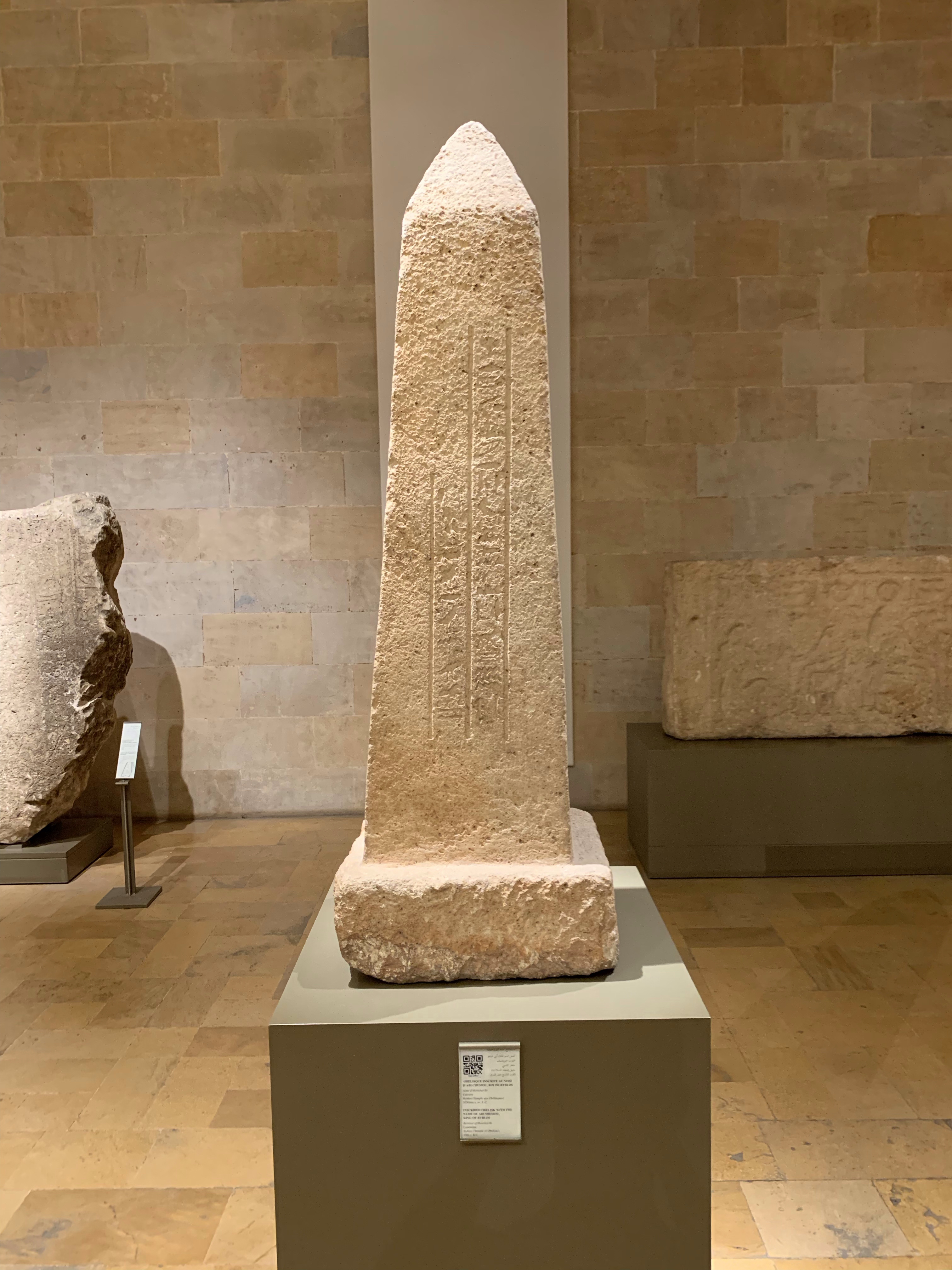
مسلة أبي شيمو